# دانشگاه پلایا آنچا
دانشگاه پلایا آنچا (به اسپانیایی: Universidad de Playa Ancha) یک دانشگاه‌ در شیلی است که در والپارایسو واقع شده‌است.